# Offerta di lavoro
L'offerta di lavoro, in economia politica, misura la disposizione delle persone a lavorare, il numero di persone disposte a offrire i propri servizi lavorativi il numero di ore di lavoro che i lavoratori sono disposti a offrire ai datori di lavoro. Essa è determinata da diverse variabili, che possono essere economiche, demografiche, sociali, culturali e logistiche.

## Definizioni
Le varie organizzazioni che si occupano di misurare o di studiare l'offerta di lavoro possono adottare definizioni diverse. Ad esempio l'Organizzazione internazionale del lavoro (OIL) definisce l'offerta di lavoro come la somma degli occupati più i disoccupati e che per disoccupato debbano intendersi solo persone che siano in una delle tre seguenti condizioni:
- essere immediatamente disposti a lavorare ed essere, inoltre, alla ricerca di lavoro;
- essere in procinto di iniziare un'attività autonoma, con inizio previsto in data posteriore al momento della rilevazione;
- essere in procinto di occupare un posto di lavoro, con inizio previsto in data posteriore al momento della rilevazione.

Per l'Eurostat, invece, la definizione fa riferimento a quelle persone, maggiori di 15 anni di età, le quali sono contemporaneamente:
1. senza lavoro, di nessun tipo, né dipendente, né autonomo;
2. disponibili a lavorare;
3. alla ricerca di un posto di lavoro, ricerca dimostrata da fatti specifici.

## L'offerta di lavoro nella teoria neoclassica e in quella keynesiana

### La teoria neoclassica

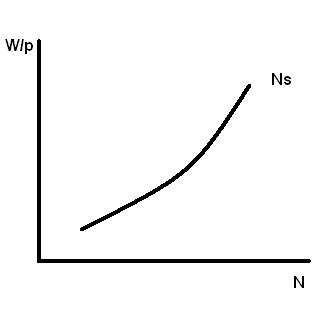
Grafico 1: l'offerta di lavoro nella teoria neoclassica è rappresentata come una curva sempre crescente rispetto al livello dei salari reali

Nella teoria classica, in cui rappresenta l'offerta di lavoro i salari nominali, {\displaystyle P} il livello generale dei prezzi e, quindi, {\displaystyle \left({\frac {W}{P}}\right)} rappresenta i salari reali. Questa rappresentazione è coerente con l'ipotesi, tipicamente neoclassica, che il mercato, da solo, tende a raggiungere l'equilibrio nel mercato del lavoro e che questo equilibrio è di piena occupazione, in quanto, come si sa, secondo i neoclassici la produzione verrà spinta fino al livello massimo possibile dati lavoro, capitale e terra.

### La teoria keynesiana

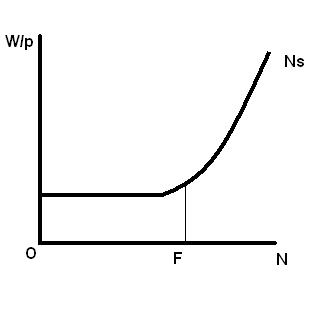
Grafico 2:la curva dell'offerta di lavoro ha un lungo tratto orizzontale, in corrispondenza col livello dei salari contrattato dalle organizzazioni sindacali

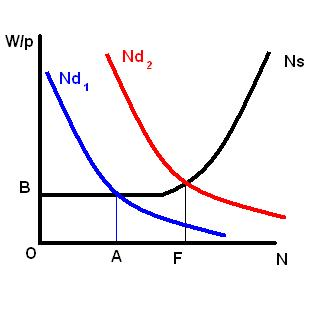
Grafico 3:il mercato del lavoro nella teoria keynesiana

Nella teoria keynesiana (o, meglio, in una sua interpretazione neoclassica), invece, la curva dell'offerta di lavoro ha un lungo tratto orizzontale, il che segnala la rigidità dei salari verso il basso. La curva diventa crescente solo in prossimità della piena occupazione (nel grafico 2, attorno al livello di occupazione OF), perché i lavoratori disponibili diventano pochi e i datori di lavoro fanno di tutto per assicurarsi i loro servizi. Secondo la teoria keynesiana, nessun lavoratore accetterà una riduzione del salario senza avere la sicurezza che tutti gli altri lavoratori siano egualmente colpiti, in quanto, se ciò non accadesse, il costo della vita non diminuirebbe. Da ciò consegue un'idea centrale della teoria economica keynesiana, e cioè che la disoccupazione non tende a scomparire automaticamente. Graficamente, la curva di domanda di lavoro potrebbe benissimo incontrare la curva di offerta nel tratto orizzontale di quest'ultima.  Al salario in cui le curve si incontrano, quindi, ci sarebbe, sì, l'equilibrio nel mercato del lavoro, ma in tal caso, se la domanda globale fosse bassa, una parte dell'offerta di lavoro resterebbe insoddisfatta e si creerebbero gli "equilibri con disoccupazione" tipici della teoria di Keynes. È il caso descritto dal grafico 3. Nel punto in cui la curva Nd1 incontra la curva Ns, c'è equilibrio nel mercato del lavoro, ma resta comunque una parte di lavoratori che, al salario corrente, sarebbero disposti a lavorare, ma non trovano lavoro. Ciò, però, non significa che Keynes proponesse la riduzione dei salari per ridurre la disoccupazione. Una riduzione del genere, infatti, provocherebbe anche minori consumi da parte degli stessi lavoratori, non compensata dai maggiori consumi da parte dei capitalisti (i quali, nella teoria keynesiana, hanno una minor propensione al consumo rispetto ai lavoratori) e, di conseguenza, una minore domanda globale. Paradossalmente, quindi, minori salari potrebbero accrescere la disoccupazione.